# The Daily Meal
The Daily Meal — сайт, посвящённый еде и напиткам. Это первый сайт, запущенный компанией Spanfeller Media Group во главе с Джимом Спанфеллером (Jim Spanfeller) — бывшим генеральным директором Forbes.com. В 2016 году Spanfeller была приобретена Tribune Publishing.

## Контент
The Daily Meal производит и публикует оригинальный контент и видео от редакторов, инсайдеров отрасли и сообщества пользователей. На сайте есть девять каналов («готовить», «есть / обедать», «пить», «путешествия», «развлечения», «лучшие рецепты», «праздники», «списки» и «сообщества»), а также 24 страницы городов (Атланта, Остин, Бостон, Чарльстон, Чикаго, Денвер, Хьюстон, Канзас-Сити, Лас Вегас, Лос-Анджелес, Майами, Нашвилл, Новый Орлеан, Нью-Йорк, Филадельфия, Портленд, Сан-Диего, Сан-Франциско, Сиэтл, Сент-Луис, Торонто, города-побратимы, Ванкувер и Вашингтон.. Посетители сайта могут загружать свои истории и рецепты через канал сообщества. The Daily Meal также выпускает годовые отчёты, в том числе такие: «50 самых влиятельных людей в сфере кулинарии», «25 лучших пивоварен Америки», «101 лучший ресторан Америки» и «150 лучших баров Америки». Контент, опубликованный на Daily Meal, доступен для посетителей сайта бесплатно.

## История и рост
The Daily Meal был запущен в январе 2011 года Spanfeller Media Group, венчурной компанией, занимающейся веб-контентом, возглавляемой Джимом Спанфеллером. The Daily Meal публикует как оригинальный контент, так и то, что было собрано от различных участников и медиа-партнёров. По данным Google Analytics, веб-сайт привлекает более 8 миллионов уникальных посетителей в месяц и считается одним из самых быстрорастущих контентных сайтов всех времён.
В феврале 2012 года сайт представил новый дизайн домашней страницы и запустил The Daily Meal Video Network, видеоплатформу, полностью принадлежащую и управляемую The Daily Meal. Видеосеть доступна по множеству каналов сайта и предлагает такие функции, как «пошаговые инструкции по рецептам»; «за кулисами модных закусочных»; а также обсуждения с ведущими шеф-поварами и звёздами кулинарии. В июле 2013 года The Daily Meal запустил проект «Мир вина», один из крупнейших ресурсов для любителей вина, доступных в Интернете. В специальном разделе, охватывающем более 60 000 вин, собраны подробные описания винодельческих регионов мира и сортов винограда, с советами по сочетанию вина и еды, идеями рецептов, заметками винодела и предложениями для похожих вин.

## Редакция
The Daily Meal находится под редакционным руководством Колмана Эндрюса, соучредителя и бывшего главного редактора журнала Saveur. Эндрюс также является лауреатом восьми премий Джеймса Бирда и автором множества кулинарных книг. Его последняя работа для Chronicle, «Деревенская кухня Италии» «англ. The Country Cooking of Italy», была названа Международной кулинарной книгой и кулинарной книгой года Фондом Джеймса Берда в 2010 году. Колман был постоянным приглашённым шеф-поваром на телепередаче NBC Today Show и появлялся на шоу Good Morning America, в нескольких программах на каналах PBS, Food Network, Lifetime Channel, Discovery Channel, а также на многочисленных региональных кабельных и утренних ток-шоу.
У The Daily Meal имеется редакционная группа из 15 человек, базирующаяся в Финансовом округе Нью-Йорка, а также участники по всей стране.